# Dictyodendrilla massa
Dictyodendrilla massa är en svampdjursart som först beskrevs av Carter 1886.  Dictyodendrilla massa ingår i släktet Dictyodendrilla och familjen Dictyodendrillidae.
Artens utbredningsområde är Sydaustralien. Inga underarter finns listade i Catalogue of Life.